# La Vineuse sur Fregande
La Vineuse sur Fregande é uma comuna francesa na região administrativa da Borgonha-Franco-Condado, no departamento de Saône-et-Loire. Estende-se por uma área de 35.81 km². Em 2010 a comuna tinha 672 habitantes (densidade: 18,8 hab./km²).
Foi criada em 1 de janeiro de 2017, a partir da fusão das antigas comunas de La Vineuse (sede da comuna), Donzy-le-National, Massy e Vitry-lès-Cluny.